# Sprengstoffspürhund

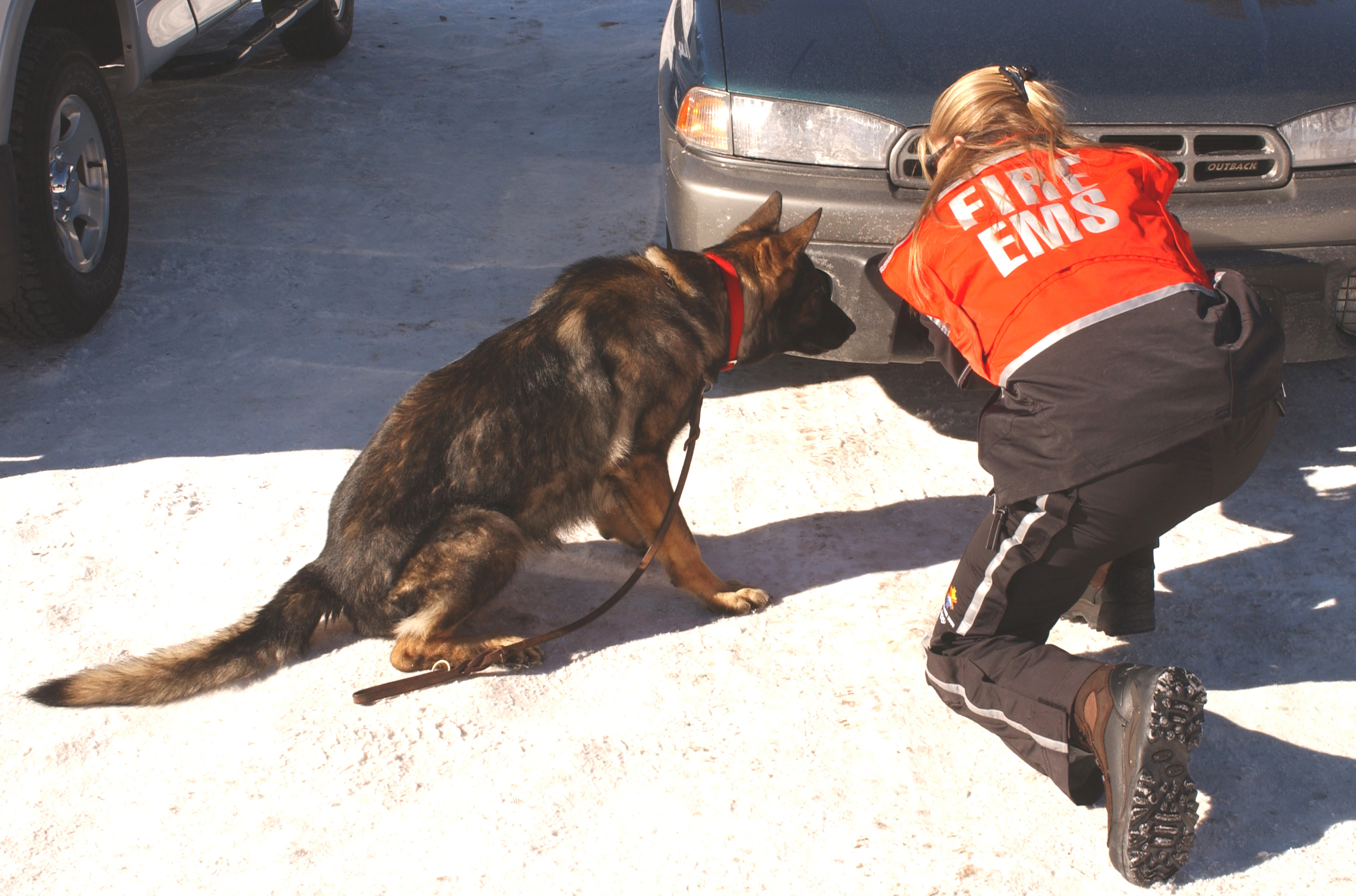
Sprengstoffspürhund bei der Arbeit

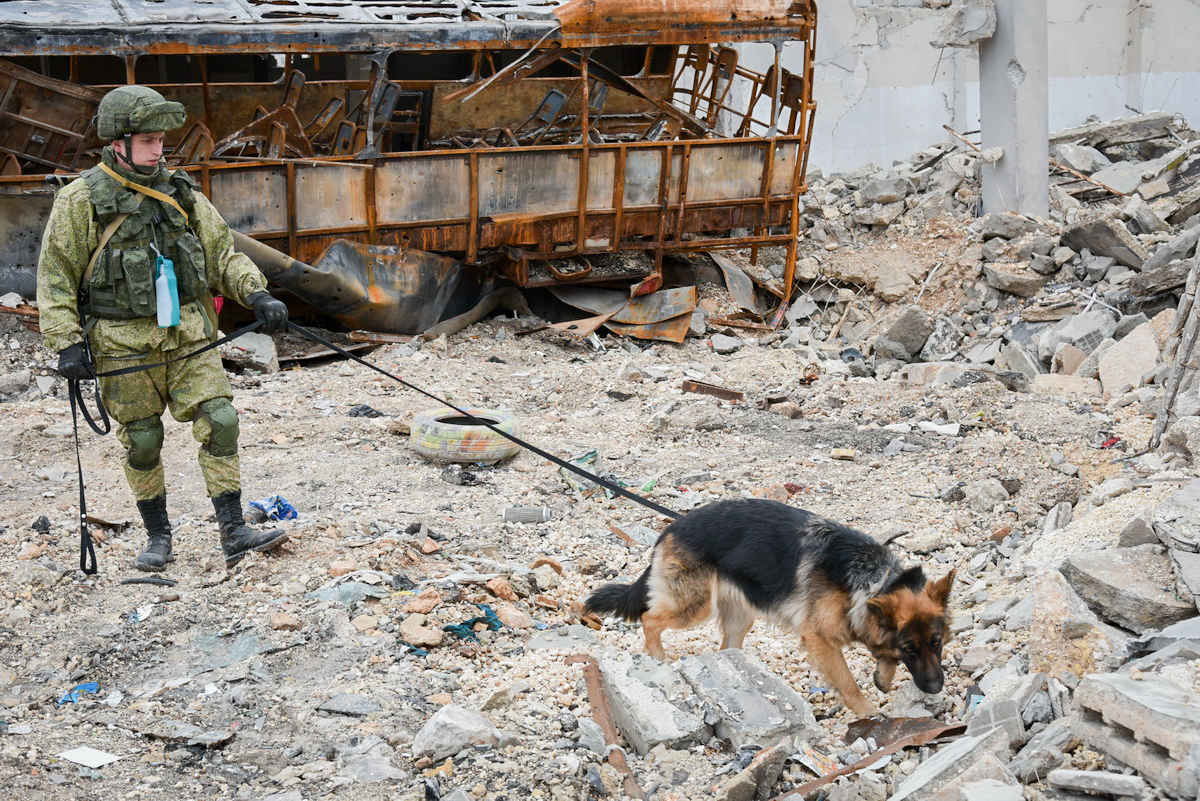
Minensuchhund im Syrischen Bürgerkrieg

Ein Sprengstoffspürhund ist ein Diensthund, der für das Erkennen von Sprengstoffen (auch in Minen und anderen Waffen) über deren Geruch ausgebildet wurde.

## Ausbildung
Die Ausbildung erfolgt über das Spielverhalten des Hundes, indem der Mensch ein Spielzeug, z. B. ein Bringsel (von wiederbringen) mit geringen Sprengstoffproben präpariert. Der Hund verbindet den Geruch später positiv mit „spielen“ und ist so stark motiviert. Die Ausbildung ist hier gleich wie beim Drogenspürhund, nur mit anderen Geruchsstoffen.
Beim Auffinden eines Objekts muss sich der Hund unbedingt passiv verhalten: er setzt sich zur Anzeige hin und macht so den Fund deutlich. Ein aktives Verhalten (z. B. durch Kratzen am Objekt) wäre hier für Hund und Hundeführer möglicherweise gefährlich oder gar tödlich, da dies den Sprengstoff auslösen könnte.
Zu den Schwierigkeiten der Konditionierung der Suchhunde und den Möglichkeiten des Versagens von gut ausgebildeten Tieren liegen Untersuchungen vor.

## Bekannte Sprengstoffhunde
Zu den bekannt gewordenen Sprengstoffhunden zählen Diesel (Frankreich), Nigger (Großbritannien) und Patron (Ukraine).